# Паркер, Дэррил
Дэррил Харед Паркер Кортес (исп. Darryl Jared Parker Cortés; 7 марта 1993, Сикиррес, Коста-Рика) — коста-риканский футболист, вратарь коста-риканского клуба «Картахинес».

## Клубная карьера
Дэррил Паркер начинал свою карьеру футболиста в клубе «Уругвай де Коронадо». 20 июля 2014 года он дебютировал за команду в матче Кубка Коста-Рики против «Эредиано». Спустя месяц Паркер впервые сыграл в рамках коста-риканской Примеры, выйдя в основном составе в гостевом поединке против «Картахинеса».
26 декабря 2015 года Паркер перешёл в коста-риканскую команду «Депортиво Саприсса», но уже в следующем месяце был отдан в аренду «Перес-Селедону» для получения большей игровой практики, где и провёл весь 2016 год.